# Сінецька Уляна Янівна
Уляна Янівна Сінецька (нар. 29 березня 1996, Югорськ, Ханти-Мансійський автономний округ, Росія) — українська співачка російського походження, колишня солістка жіночого музичного поп-гурту Cash. З вересня 2018 по травень 2025 року — солістка гурту «ВІА Гра».

## Біографія
Народилася 29 березня 1996 року в Югорську, в юному віці з родиною переїхала до Єкатеринбурга. З п'яти років займалася вокалом. У 2014 році, після школи, вступила до Російської академії освіти на психолога, деякий час жила в Краснодарі.
У 2006 році стала фіналісткою музичного конкурсу «Дитяче Євробачення».
У 2008 році стала володаркою титулу «Маленька віце-міс світу», а також здобула «Золотий циліндр», премію за досягнення в галузі естрадного мистецтва[джерело?].
У 2012 році перемогла на III Міжнародному конкурсі популярної пісні в Празі[джерело?].
У 2013 році виступила на сцені Кремлівського палацу, на ювілейному вечорі Олександра Новикова, керівника Уральського державного театру естради, солісткою якого на той момент була.
У 2014 році взяла участь в музичному шоу «Голос». Наставником був Олександр Градський.
У вересні 2017 року став учасницею російської Нової Фабрики зірок під керівництвом Віктора Дробиша. За підсумками звітного концерту 21 жовтня 2017 року, мала була покинути проєкт, проте Філіп Кіркоров, запрошений як гість, наполіг на тому, щоб дівчину залишили.
З грудня 2017 року була солісткою жіночого поп-гурту Cash, дебютний виступ якої відбулося на випускному концерті Нової Фабрики зірок.
В лютому 2022 року засудила війну, за власними словами, до повномасштабного вторгнення переїхала до України.
5 грудня 2024 спільно з Alekseev випустила пісню «Вальс», яка вийшла під псевдонімом Ulyana.
З вересня 2018 стала солісткою групи ВІА Гра, у травні 2025 року гурт було розпущено.

## Дискографія

### В складі гурту«ВІА Гра»
- «Я полюбила монстра» (2018)
- «ЛюбоЛь» (2019)
- «1+1» (2019)
- «Рикошет» (2020)
- «Антигейша» (2021)
- «Родниковая вода» (2021)
- «Манекен» (2021)

### Сольна кар'єра
- «Вальс» feat. ALEKSEEV (2024)

## Відеографія

### В складі гурту «ВІА Гра»
| Рік  | Кліп               | Режисер         |
| ---- | ------------------ | --------------- |
| 2018 | Я полюбила монстра | Хиндрек Маасик  |
| 2019 | ЛюбоЛь             | Заур Засеев     |
| 2019 | 1+1                | Сергій Солодкий |